# Giovanni Battista Andreoni
Giovanni Battista Andreoni (Lucca, 1720 – Lucca, 23 aprile 1797) è stato un cantante castrato italiano.

## Biografia
Giovanni Battista Andreoni, dopo aver subito la castrazione in età prepuberale, nel 1736 divenne primo soprano della Cappella Musicale Palatina di Lucca. Successivamente cantò in due opere a Rimini nel 1737, tra cui il Demetrio di Hasse, prima di fare il suo debutto sulle scene veneziane nella stagione 1738-1739, esibendosi in opere di Pergolesi, Lampugnani, Hasse e Porpora. Dopo aver cantato a Reggio Emilia nel 1739, Lord Middlesex lo assunse per cantare all'Haymarket Theatre di Londra, dove apparve in tre opere.
Continuò a cantare a Londra anche per le due stagioni successive, dove si affermò come interprete della musica di Händel. Fu il primo interprete dei ruoli di Tirinto nell'Imeneo e di Ulisse nella Deidamia, oltre a cantare in nuovi allestimenti de L'Allegro, il Penseroso ed il Moderato, Aci e Galatea, Saul e probabilmente anche Parnasso in festa. Non essendo in grado di padroneggiare l'inglese, le sue arie negli oratori venivano tradotte e cantate in italiano. Quando la fortuna di Händel a Londra tramontò, Andreoni non seguì il compositore in Irlanda, ma tornò nell'Europa continentale, dove continuò a cantare in Spagna e in Toscana. Morì a Lucca nel 1697.
L'estensione vocale di Andreoni è oggetto di discussione tra i musicologi. Il suo primo ruolo a Lucca suggerirebbe che il castrato potesse cantare anche ruoli sopranili, ma la sua collaborazione con Händel lo vide soprattutto interprete di ruoli da contralto. Nello spartito autografo de L'Allegro, il Penseroso ed il Moderato, per esempio, Handel scrisse l'annotazione, "un tono più basso in sogno" sull'aria "Let Hymen oft appear", che suggerisce che l'aria sia stata abbassata di un tono per accomodare la voce di Andreoni. Il musicologo del Settecente Charles Burney sostenne che Andreoni fosse un "buon cantante di seconda classe", mentre Dean Winton ha fatto notare che le arie scritte per lui da Händel fanno pensare che il castrato fosse in possesso di una buona tecnica canora.